# 宮本三平
宮本 三平（みやもと さんぺい、生没年不詳）は明治時代の洋画家、石版画家。

## 来歴
川上冬崖の門人。東京の人。文久2年、川上冬崖のもと、洋書調所において絵図調役を務めた。明治期、「大日本国産童蒙一覧」など物産関係の版画の版下絵を描いたほか、文部省の印行によって明治11年（1878年）から明治12年（1879年）にかけて刊行した『小学普通画学本』20冊や明治12年刊行の『鉛筆画手本』、『改正小学画本』などを残している。また、自画版行による石版画を描いている。「大日本国産童蒙一覧」では三平は養蚕手引草を描いている。

## 作品
- 「養蚕手びき草  桑と蚕蛾の図」 明治5年（1872年）
- 「養蚕手びき草  蚕種から絹布までの図」　明治5年（1872年）
- 「大日本国産童蒙一覧」　横判　揃物　明治5年から明治9年（1876年）　溝口月耕、狩野良信、中島仰山と合作